# Persone di cognome Horn
| Questa pagina contiene informazioni ricavate automaticamente dalle voci biografiche con l'ausilio del template Bio e di un bot. L'aggiornamento è periodico e automatico e ricostruisce completamente la pagina. Se manca una persona in questa lista, sei pregato di non aggiungerla, ma accertati piuttosto che la sua voce biografica contenga il template Bio e che i dati anagrafici siano correttamente compilati. Se il template Bio manca, inseriscilo tu stesso o, in alternativa, metti l'avviso {{tmp\|Bio}} che ne segnala la mancanza. Se i dati riportati sono sbagliati, correggi direttamente la voce biografica; le modifiche saranno visibili in questa lista entro pochi giorni. Per chiarimenti vedi il progetto antroponimi. La lista contiene solo le 51 persone che sono citate nell'enciclopedia e per le quali è stato implementato correttamente il template Bio. Pagina aggiornata al 23 giu 2025. |

Questa è una lista di persone presenti nell'enciclopedia che hanno il cognome Horn, suddivise per attività principale.

## Attori(1)
- Thomas Horn, attore statunitense (San Francisco, n. 1997)

## Attrici(4)
- Camilla Horn, attrice tedesca (Francoforte sul Meno, n. 1903 - Gilching, † 1996)
- Corinna A. Horn, attrice tedesca (Berlino, n. 1978)
- Kaniehtiio Horn, attrice canadese (Ottawa, n. 1986)
- Michelle Horn, attrice statunitense (Pasadena, n. 1987)

## Biatlete(1)
- Fanny Horn, ex biatleta norvegese (Oslo, n. 1988)

## Biatleti(1)
- Philipp Horn, biatleta tedesco (Arnstadt, n. 1994)

## Bobbisti(1)
- Kristopher Horn, bobbista statunitense (n. 1994)

## Calciatori(7)
- Jørgen Horn, calciatore norvegese (Oslo, n. 1987)
- Franz Horn, calciatore tedesco (Essen, n. 1904 - † 1963)
- Fredrik Horn, calciatore norvegese (Oslo, n. 1916 - Oslo, † 1997)
- Graham Horn, calciatore inglese (Westminster, n. 1954 - Torbay, † 2012)
- Jannes Horn, calciatore tedesco (Braunschweig, n. 1997)
- Timo Horn, calciatore tedesco (Colonia, n. 1993)
- Tor Egil Horn, ex calciatore norvegese (Trondheim, n. 1976)

## Canoiste(1)
- Stefanie Horn, canoista tedesca (Bottrop, n. 1991)

## Canoisti(2)
- Siegbert Horn, canoista tedesco (n. 1950 - † 2016)
- Willy Horn, canoista tedesco (Berlino, n. 1909 - † 1989)

## Canottieri(1)
- Blair Horn, ex canottiere canadese (Kelowna, n. 1961)

## Cantanti(4)
- Pænda, cantante austriaca (Deutschlandsberg, n. 1988)
- Guildo Horn, cantante, attore e showman tedesco (Treviri, n. 1963)
- Shirley Horn, cantante e pianista statunitense (Washington, n. 1934 - Washington, † 2005)
- Trevor Horn, cantante, bassista e tastierista britannico (Durham, n. 1949)

## Cestisti(1)
- Ron Horn, cestista statunitense (Marion, n. 1938 - † 2002)

## Diplomatici(1)
- Arvid Horn, diplomatico svedese (Vuorentaka, n. 1664 - Ekebyholm, † 1742)

## Esploratori(2)
- Mike Horn, esploratore e copilota di rally sudafricano (Johannesburg, n. 1966)
- Tom Horn, esploratore, detective e pistolero statunitense (Contea di Scotland, n. 1860 - Cheyenne, † 1903)

## Flautisti(1)
- Paul Horn, flautista e sassofonista statunitense (New York, n. 1930 - Vancouver, † 2014)

## Giocatori di football americano(5)
- Don Horn, giocatore di football americano statunitense (South Gate, n. 1945)
- Falk Horn, giocatore di football americano tedesco (Elmshorn, n. 1990)
- Jaycee Horn, giocatore di football americano statunitense (n. 1999)
- Joe Horn, giocatore di football americano statunitense (New Haven, n. 1972)
- Reece Horn, giocatore di football americano statunitense (Carmel, n. 1993)

## Imprenditori(1)
- Alan F. Horn, imprenditore statunitense (New York, n. 1943)

## Matematici(1)
- Alfred Horn, matematico statunitense (New York, n. 1918 - Pacific Palisades, † 2001)

## Medici(1)
- Anton Ludwig Ernst Horn, medico e psichiatra tedesco (Braunschweig, n. 1774 - Berlino, † 1848)

## Militari(3)
- Claes Horn, militare e poeta svedese (Stoccolma, n. 1763 - Copenaghen, † 1823)
- Gustav Horn, militare e politico svedese (Uppsala, n. 1592 - Skara, † 1657)
- Otto Horn, militare tedesco (Obergrauschwitz, n. 1903 - Berlino, † 1999)

## Musicisti(1)
- Ernst Horn, musicista e compositore tedesco (Monaco di Baviera, n. 1949)

## Organisti(1)
- Karl Friedrich Horn, organista, compositore e musicologo tedesco (Nordhausen, n. 1762 - Windsor, † 1830)

## Pallanuotisti(3)
- Bob Horn, pallanuotista statunitense (Minneapolis, n. 1931 - † 2019)
- Charles Horn, pallanuotista svizzero
- Oliver Horn, pallanuotista statunitense (St. Louis, n. 1901 - Grosse Ile Township, † 1960)

## Politiche(2)
- Joan Kelly Horn, politica statunitense (Saint Louis, n. 1936)
- Kendra Horn, politica statunitense (Chickasha, n. 1976)

## Politici(1)
- Gyula Horn, politico ungherese (Budapest, n. 1932 - Budapest, † 2013)

## Pugili(1)
- Russell van Horn, pugile statunitense (Pennsylvania, n. 1885 - Wickenburg, † 1970)

## Sceneggiatori(1)
- Robert Horn, sceneggiatore, librettista e produttore televisivo statunitense (New York, n. 1950)

## Scrittori(1)
- Trent Horn, scrittore statunitense (San Diego, California, n. 1985)

## Scultrici(1)
- Rebecca Horn, scultrice, regista e performance artist tedesca (Michelstadt, n. 1944 - Bad König, † 2024)